# Krąg megalityczny w Warszawie
Krąg megalityczny w Warszawie – pomnik przyrody zlokalizowany w Warszawie przed wejściem do Biblioteki Narodowej na Polu Mokotowskim.
Jest to zgrupowanie trzynastu głazów narzutowych o różnym składzie i uziarnieniu, głównie granitów szarych i różowych oraz rapakiwi, granitognejsów i gnejsów. Za pomnik przyrody uznano je w 2000, rok po ich ustawieniu w tym miejscu w formie kręgu. Głazy pochodzą ze starych, prekambryjskich masywów krystalicznych Skandynawii.
Krąg ustawiono z inicjatywy dra Przemysława Wielowiejskiego i czasopisma „Archeologia Żywa”. Nie pełni on żadnych funkcji astronomicznych ani kultowych.
Zespół głazów uznano za najważniejszy pod względem bogactwa gatunkowego porostów obiekt Pola Mokotowskiego. Wykryto tu stanowiska żełuczki izidiowej, jak i żełuczki brunki (Xanthoparmelia loxodes). Są to gatunki rzadkie w okolicach Warszawy.